# Campionato mondiale B maschile di hockey su pista Dornbirn 2010
Il Campionato del Mondo B 2010 è stata la 14ª edizione del campionato del mondo B di hockey su pista; la manifestazione è stata disputata in Austria a Dornbirn dal 23 al 30 ottobre 2010.

La competizione fu organizzata dalla Fédération Internationale de Roller Sports.

Il torneo è stato vinto dalla nazionale statunitense per la 3ª volta nella sua storia.

## Città ospitanti e impianti sportivi
| CITTÀ    | IMPIANTO | CAPIENZA |
| Dornbirn | ?        | ?        |

## Prima fase

### Girone A

#### Risultati
| Dornbirn ottobre 2010 | Australia | 0 – 10 | Austria |  |

| Dornbirn ottobre 2010 | Australia | 10 – 2 | Israele |  |

| Dornbirn ottobre 2010 | Australia | 6 – 3 | Nuova Zelanda |  |

| Dornbirn ottobre 2010 | Australia | 4 – 7 | Paesi Bassi |  |

| Dornbirn ottobre 2010 | Australia | 1 – 4 | Uruguay |  |

| Dornbirn ottobre 2010 | Austria | 4 – 1 | Israele |  |

| Dornbirn ottobre 2010 | Austria | 8 – 1 | Nuova Zelanda |  |

| Dornbirn ottobre 2010 | Austria | 3 – 0 | Paesi Bassi |  |

| Dornbirn ottobre 2010 | Austria | 4 – 2 | Uruguay |  |

| Dornbirn ottobre 2010 | Israele | 6 – 7 | Nuova Zelanda |  |

| Dornbirn ottobre 2010 | Israele | 0 – 13 | Paesi Bassi |  |

| Dornbirn ottobre 2010 | Israele | 4 – 5 | Uruguay |  |

| Dornbirn ottobre 2010 | Nuova Zelanda | 4 – 17 | Paesi Bassi |  |

| Dornbirn ottobre 2010 | Nuova Zelanda | 1 – 6 | Uruguay |  |

| Dornbirn ottobre 2010 | Paesi Bassi | 10 – 1 | Uruguay |  |

#### Classifica
|    | Squadra       | PT | G | V | N | P | GF | GS | Diff. |
| -- | ------------- | -- | - | - | - | - | -- | -- | ----- |
| 1. | Austria       | 15 | 5 | 5 | 0 | 0 | 29 | 4  | +25   |
| 2. | Paesi Bassi   | 12 | 5 | 4 | 0 | 1 | 47 | 12 | +35   |
| 3. | Uruguay       | 9  | 5 | 3 | 0 | 2 | 18 | 20 | -2    |
| 4. | Australia     | 6  | 5 | 2 | 0 | 3 | 21 | 26 | -5    |
| 5. | Nuova Zelanda | 3  | 5 | 1 | 0 | 4 | 16 | 43 | -27   |
| 6. | Israele       | 0  | 5 | 0 | 0 | 5 | 13 | 39 | -26   |

### Girone B

#### Risultati
| Dornbirn ottobre 2010 | Egitto | 4 – 2 | Giappone |  |

| Dornbirn ottobre 2010 | Egitto | 17 – 1 | India |  |

| Dornbirn ottobre 2010 | Egitto | 2 – 4 | Macao |  |

| Dornbirn ottobre 2010 | Egitto | 1 – 10 | Stati Uniti |  |

| Dornbirn ottobre 2010 | Egitto | 2 – 8 | Sudafrica |  |

| Dornbirn ottobre 2010 | Giappone | 24 – 0 | India |  |

| Dornbirn ottobre 2010 | Giappone | 5 – 6 | Macao |  |

| Dornbirn ottobre 2010 | Giappone | 0 – 9 | Stati Uniti |  |

| Dornbirn ottobre 2010 | Giappone | 3 – 5 | Sudafrica |  |

| Dornbirn ottobre 2010 | India | 2 – 13 | Macao |  |

| Dornbirn ottobre 2010 | India | 1 – 20 | Stati Uniti |  |

| Dornbirn ottobre 2010 | India | 1 – 9 | Sudafrica |  |

| Dornbirn ottobre 2010 | Macao | 3 – 12 | Stati Uniti |  |

| Dornbirn ottobre 2010 | Macao | 5 – 8 | Sudafrica |  |

| Dornbirn ottobre 2010 | Stati Uniti | 7 – 6 | Sudafrica |  |

#### Classifica
|    | Squadra     | PT | G | V | N | P | GF | GS | Diff. |
| -- | ----------- | -- | - | - | - | - | -- | -- | ----- |
| 1. | Stati Uniti | 15 | 5 | 5 | 0 | 0 | 60 | 11 | +49   |
| 2. | Sudafrica   | 12 | 5 | 4 | 0 | 1 | 36 | 18 | +18   |
| 3. | Macao       | 9  | 5 | 3 | 0 | 2 | 31 | 29 | +2    |
| 4. | Egitto      | 6  | 5 | 2 | 0 | 3 | 26 | 25 | +1    |
| 5. | Giappone    | 3  | 5 | 1 | 0 | 4 | 34 | 24 | +10   |
| 6. | India       | 0  | 5 | 0 | 0 | 5 | 5  | 85 | -80   |

## Fase finale

### Fase 1º - 8º posto

#### Tabellone principale
|  | Quarti di finale | Quarti di finale |             |             | Semifinali      | Semifinali      |  |  | Finale     | Finale |
|  |                  |                  |             |             |                 |                 |  |  |            |        |
|  | 28 ottobre       |                  |             |             |                 |                 |  |  |            |        |
|  |                  |                  |             |             |                 |                 |  |  |            |        |
|  | Austria          | 5                |             |             |                 |                 |  |  |            |        |
|  | Austria          | 5                | 29 ottobre  |             |                 |                 |  |  |            |        |
|  | Egitto           | 0                |             |             |                 |                 |  |  |            |        |
|  | Egitto           | 0                | Austria     | 3           |                 |                 |  |  |            |        |
|  | 28 ottobre       |                  | Austria     | 3           |                 |                 |  |  |            |        |
|  |                  | Sudafrica        | 6           |             |                 |                 |  |  |            |        |
|  | Sudafrica        | Sudafrica        | 6           | 2           |                 |                 |  |  |            |        |
|  | Sudafrica        |                  | 30 ottobre  | 2           |                 |                 |  |  |            |        |
|  | Uruguay          | 0                |             |             |                 |                 |  |  |            |        |
|  | Uruguay          | 0                | Sudafrica   | 1           |                 |                 |  |  |            |        |
|  | 28 ottobre       |                  | Sudafrica   | 1           |                 |                 |  |  |            |        |
|  |                  | Stati Uniti      | 5           |             |                 |                 |  |  |            |        |
|  | Stati Uniti      | Stati Uniti      | 5           | 7           |                 |                 |  |  |            |        |
|  | Stati Uniti      | 29 ottobre       |             | 7           |                 |                 |  |  |            |        |
|  | Australia        | 3                |             |             |                 |                 |  |  |            |        |
|  | Australia        | 3                | Stati Uniti | 3           | Finale 3º posto | Finale 3º posto |  |  |            |        |
|  | 28 ottobre       |                  | Stati Uniti | 3           | Finale 3º posto | Finale 3º posto |  |  |            |        |
|  |                  | Paesi Bassi      | 2           |             |                 |                 |  |  |            |        |
|  | Paesi Bassi      | Paesi Bassi      | 2           | 7           | Austria         | 3               |  |  |            |        |
|  | Paesi Bassi      |                  |             | 7           | Austria         | 3               |  |  |            |        |
|  | Macao            | 3                |             | Paesi Bassi | 4               |                 |  |  |            |        |
|  | Macao            | 3                |             |             | 4               |                 |  |  |            |        |
|  |                  |                  |             |             |                 |                 |  |  | 30 ottobre |        |
|  |                  |                  |             |             |                 |                 |  |  |            |        |

#### Quarti di finale
| Dornbirn 28 ottobre 2010 | Austria | 5 – 0 | Egitto |  |

| Dornbirn 28 ottobre 2010 | Sudafrica | 2 – 0 | Uruguay |  |

| Dornbirn 28 ottobre 2010 | Stati Uniti | 7 – 3 | Australia |  |

| Dornbirn 28 ottobre 2010 | Paesi Bassi | 7 – 3 | Macao |  |

#### Semifinali 5º - 8º posto
| Dornbirn 29 ottobre 2010 | Macao | 8 – 3 | Australia |  |

| Dornbirn 29 ottobre 2010 | Egitto | 3 – 4 | Uruguay |  |

#### Semifinali 1º - 4º posto
| Dornbirn 29 ottobre 2010 | Austria | 3 – 6 | Sudafrica |  |

| Dornbirn 29 ottobre 2010 | Stati Uniti | 3 – 2 | Paesi Bassi |  |

#### Finale 7º - 8º posto
| Dornbirn 30 ottobre 2010 | Egitto | 7 – 5 | Australia |  |

#### Finale 5º - 6º posto
| Dornbirn 30 ottobre 2010 | Macao | 9 – 6 | Uruguay |  |

#### Finale 3º - 4º posto
| Dornbirn 30 ottobre 2010 | Austria | 3 – 4 | Paesi Bassi |  |

#### Finale 1º - 2º posto
| Dornbirn 30 ottobre 2010 | Sudafrica | 1 – 5 | Stati Uniti |  |

### Girone 9º - 12º posto

#### Risultati
| Dornbirn ottobre 2010 | Giappone | 14 – 0 | India |  |

| Dornbirn ottobre 2010 | Israele | 3 – 7 | Nuova Zelanda |  |

| Dornbirn ottobre 2010 | Giappone | 3 – 5 | Israele |  |

| Dornbirn ottobre 2010 | India | 4 – 13 | Nuova Zelanda |  |

| Dornbirn ottobre 2010 | Giappone | 5 – 9 | Nuova Zelanda |  |

| Dornbirn ottobre 2010 | India | 3 – 16 | Israele |  |

#### Classifica
|    | Squadra       | PT | G | V | N | P | GF | GS | Diff. |
| -- | ------------- | -- | - | - | - | - | -- | -- | ----- |
| 1. | Nuova Zelanda | 9  | 3 | 3 | 0 | 0 | 29 | 12 | +17   |
| 2. | Israele       | 6  | 3 | 2 | 0 | 1 | 24 | 13 | +11   |
| 3. | Giappone      | 3  | 3 | 1 | 0 | 2 | 22 | 14 | +8    |
| 4. | India         | 0  | 3 | 0 | 0 | 3 | 7  | 43 | -36   |

## Classifica finale
|     | Squadra       | G | V | N | P | GF | GS  | Diff. | Note              |
| --- | ------------- | - | - | - | - | -- | --- | ----- | ----------------- |
| 1.  | Stati Uniti   | 8 | 8 | 0 | 0 | 75 | 17  | +58   | Campionato A 2011 |
| 2.  | Sudafrica     | 8 | 6 | 0 | 2 | 45 | 26  | +19   | Campionato A 2011 |
| 3.  | Paesi Bassi   | 8 | 6 | 0 | 2 | 60 | 21  | +39   | Campionato A 2011 |
| 4.  | Austria       | 8 | 6 | 0 | 2 | 40 | 14  | +26   |                   |
| 5.  | Macao         | 8 | 5 | 0 | 3 | 51 | 45  | +6    |                   |
| 6.  | Uruguay       | 8 | 4 | 0 | 4 | 28 | 34  | -6    |                   |
| 7.  | Egitto        | 8 | 3 | 0 | 5 | 36 | 39  | -3    |                   |
| 8.  | Australia     | 8 | 2 | 0 | 6 | 32 | 48  | -16   |                   |
| 9.  | Nuova Zelanda | 8 | 4 | 0 | 4 | 45 | 55  | -10   |                   |
| 10. | Israele       | 8 | 2 | 0 | 6 | 37 | 52  | -15   |                   |
| 11. | Giappone      | 8 | 2 | 0 | 6 | 56 | 38  | +18   |                   |
| 12. | India         | 8 | 0 | 0 | 8 | 12 | 128 | -116  |                   |